# 仙掌表孔珊瑚
仙掌表孔珊瑚（学名：Montipora cactus）为軸孔珊瑚科表孔珊瑚屬下的一个种。其种加词“cactus”意为“像仙人掌的”。